# Czelabiński Uniwersytet Państwowy
Czelabiński Uniwersytet Państwowy (ros. Челябинский государственный университет, ЧелГУ) – rosyjski państwowy uniwersytet założony w 1976 w Czelabińsku.

## Historia
Uczelnia była pierwszym uniwersytetem na Południowym Uralu; została utworzona na mocy Uchwały Rady Ministrów ZSRR z 1974. Oficjalne otwarcie miało miejsce dwa lata później, w październiku 1976.

## Fakultety
- matematyczny;
- fizyki;
- biologiczny;
- chemiczny;
- ekologii;
- podstaw medycyny;
- ekonomiczny;
- zarządzania;
- Instytut Technologii Informatycznych;
- Centrum Edukacji Humanistycznej.
- Euroazji i Wschodu;

i inne

## Katedry
- wychowania fizycznego i sportu.

## Kampusy i budynki uczelniane
Studentom Uniwersytet oferuje 1300 miejsc mieszkalnych w budynkach wielokondygnacyjnych na terenie miasta, w tym dla studentów I roku (rok akademicki 2020/21) – 236 miejsca. Studenci studiów zaocznych otrzymują miejsca w zależności od liczby wolnych.

## Władze

### Nadzorujący
Minister Nauki i Szkolnictwa Wyższego Federacji Rosyjskiej

### Rektorzy
Pierwszym rektorem został członek korespondent Akademii Nauk Pedagogicznych ZSRR profesor Siemion Matuszkin.
- rektor Siergiej Taskajew
- prorektor Władimir Fiedorow
- prorektor Igor Byczkow
- prorektor Siergiej Bogosłowski
- zastępca rektora Nikołaj Mamajew
- zastępca rektora Aleksandr Biriukow[1]

## Filie
- Troick;
- Miass;
- Kustanaj (Kazachstan)[1].